# Cauvetauropus arbustivus
Cauvetauropus arbustivus är en mångfotingart som först beskrevs av Paul Auguste Remy och Bittard 1956.  Cauvetauropus arbustivus ingår i släktet Cauvetauropus och familjen fåfotingar. Inga underarter finns listade i Catalogue of Life.